# Manuel Esteban i Marquilles
Pour les articles homonymes, voir Esteban.
Manuel Esteban, né le 23 mars 1941 à Barcelone (Espagne) et mort le 3 juin 2015 dans la même ville, est un réalisateur espagnol, originaire de Catalogne.

## Filmographie

### Réalisateur
- I després ningú no riurà, 1967, Films 59
- París, juin, 1971, Unicité
- La censura encubierta, 1972, Svanska TV
- La estética del franquismo 1972, Trienale de Milano
- Gongserat, 1973, RAI
- Arte mejicano en España, 1974, Televisa
- La prensa en crisis, 1977, ICC
- Neteja ciutadana, 1978, Ajunt. de Badalona
- Homenatge als bombers, 1979, Ajunt. de Barcelona
- La aventura de las américas, 1980 ICC
- El music-hall i Joan Brossa, 1981, Videospot
- No corras Gaspar, 1982, Germinal
- Veles al vent, 1983, Financine
- Aute en directo, 1984, Videospot
- Olímpicament mort, 1985, CYRK
- Los Mares del sur, 1990, CYRK-ICC
- Skizo, 1990, VideoComunicación
- Un estrany al jardí, 1990, TV3
- Històries de la puta mili, 1993, Motion-Tamaya
- El salto del ángel, 1998, Filmax-TV3

### Directeur de la photographie
- 52 domingos, 1966, Lorenzo Soler
- Barthio, 1968, Emma Cohen
- Beance, 1968, Antonio Maenza
- Vampyr, 1969, Pere Portabella
- Catherine, 1969, Francesc Bellmunt
- Crónica de Aurelia M. Camp, 1970, Joaquim Jordà
- Los hábitos del incendiario, 1970, Antonio Gasset
- Bi Bi Ci Story, 1970, Carles Durán
- Umbracle, 1971, Pere Portabella
- Mórfosis, 1971, Jacinto Esteva
- Los poetas, 1971, Pere Portabella
- Mozambique, 1972, Jacinto Esteva
- Informe general, 1975, Pere Portabella
- Nou de Trinca, 1980, Ariola
- Olímpicamente muerto, 1985, Manel Esteban

### Producteur
- 1978: Soci fundador de la productora VIDEOSPOT
- 1984: Funda CYRC S.A
- 1986: Olímpicament mort
- 1988: Atlantic rendez-vous
- 1989: Els Mars del Sud
- 1990: Les enfants du diable
- 1990: Funda la productora TAMAYA: 1991: Makinavaja, el último choriso
- 1991: 1492: Conquest of Paradise
- 1993: Històries de la puta mili
- 2001: Silvia Lovosecic, Catalina Ribalta i Manel Esteban funden AGRAM Producciones s.c.c.I.

### Réalisateur de télévision
- Polideportivo —  Sobre el terreno 1972 — 75 TVE
- Brújula, 1977-78, TVE
- Musical Express, 1979-83, TVE
- Especial La Trinca, 1981, TVE
- California y Arizona, 1981, TVE
- Andreu Alfaro 1983, TVE
- Quesquesésémerdé (Trinca), 1984, TVE
- El Mikado 1987 Dagoll-Dagom-TV3
- La parodia nacional, 1998-99, Gestmusic-Antena 3
- La entrevista, 1999, Media Park-Via Digital
- Sesión doble, 1999, Media Park-Via Digital
- Mujeres en el cine, 2000, Media Park-Via Digital
- La lluna, la pruna..., TVE 2001